# جک آقازاریان
جک چارلز استن‌مور آقازاریان (ارمنی: Ջեք Չարլզ Ստանմոր Աղազարյան انگلیسی: Jack Agazarian؛ ۲۷ اوت ۱۹۱۵ – ۲۹ مارس ۱۹۴۵) فرد نظامی ارمنی‌تبار اهل فرانسه بود. وی افسر نیروی هوایی سلطنتی بریتانیا بود.

## زندگی‌نامه
وی در ۲۷ اوت ۱۹۱۵ در لندن به دنیا آمد . نوئل آقازاریان برادر وی بود. وی همچنین برنده جوایزی همچون لژیون دونور (شوالیه) و صلیب جنگ ۱۹۴۵–۱۹۳۹ (فرانسه) شد. وی در ۲۹ مارس ۱۹۴۵ در سن ۲۹ سالگی در اردوگاه کار اجباری فلوسنبورگ به اتهام جاسوسی اعدام شد.